# تروماتیک اسید
تروماتیک اسید (به انگلیسی: Traumatic acid) با فرمول شیمیایی C۱۲H۲۰O۴ یک ترکیب شیمیایی با شناسه پاب‌کم ۵۲۸۳۰۲۸ است؛ که جرم مولی آن ۲۲۸٫۲۸ g/mol می‌باشد.